# 清华大学学生宿舍5-12号楼

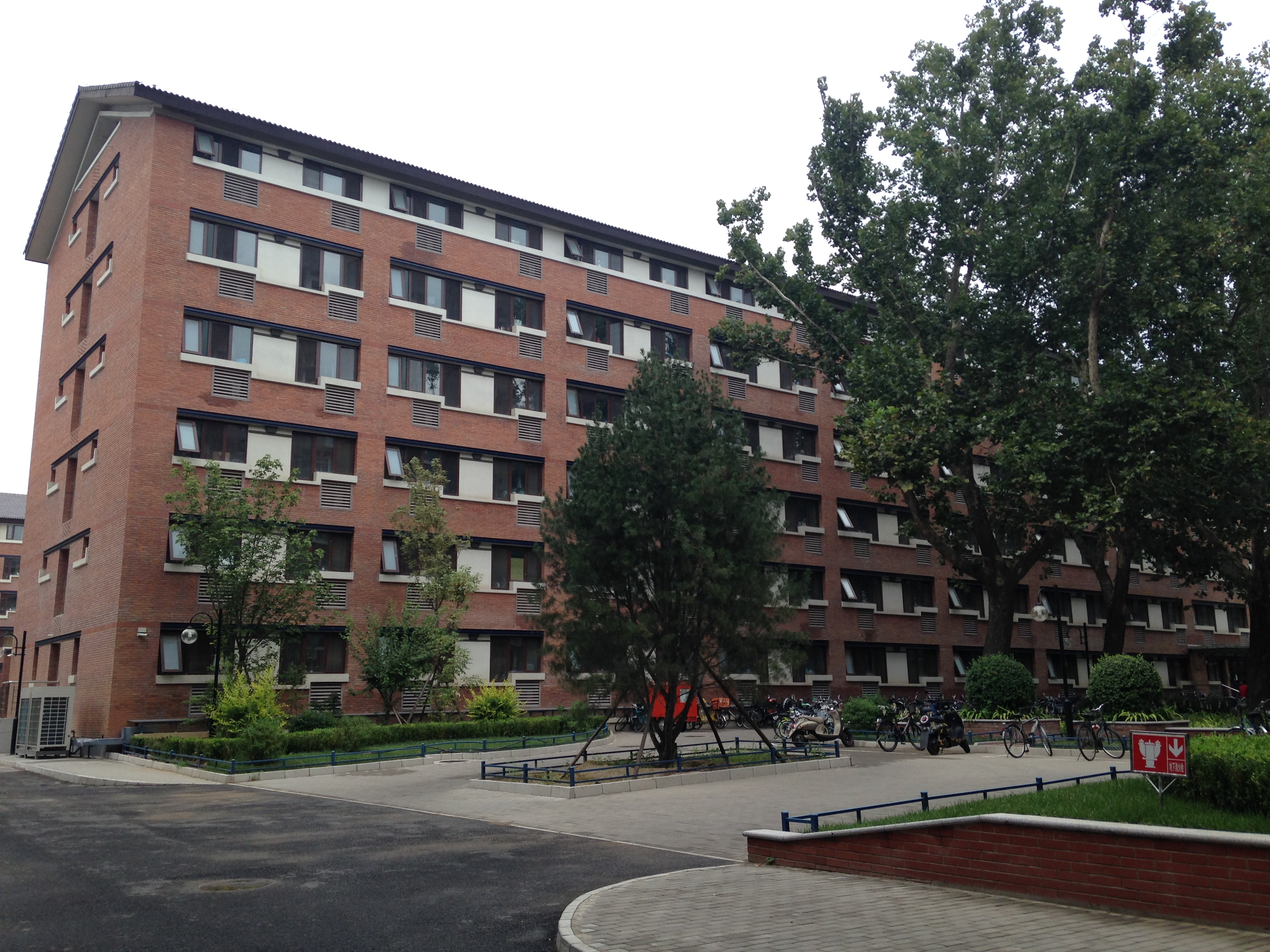
清華大學學生宿舍7號樓

清华大学学生宿舍5-12号楼，又稱老樓5-12号楼、南區5-12号楼，原建于1957至1959年，2013年拆除重蓋，2017年12月建成，目前為清華大學本科宿舍樓。

## 历史
1959年建成時，总面积35650平方公尺，造价194万元。1955年，建築界反对铺张浪费、形式主义的風氣，因此，5-12号形式极度简化，为红砖立面、坡屋顶，且全无装饰，组合布局是简单的行列式。1976年唐山地震后，宿舍樓加了圈梁、构造柱，形成“五花大绑”的外观。
因為本科宿舍樓不足，且原有宿舍樓老舊，因此老樓5-12号楼拆除其中的六棟樓，新建7栋宿舍楼和1座地下学生活动中心，保留的2栋宿舍楼加固，總占地面積約2.5公顷，62572平方米（其中地上41404平方米，地下21168平方米），建筑限高18米，建築規劃與建築造型保持不變，都是板楼、坡顶、红砖的造型，並設置許多公共活动空间。
2017年12月至2018年5月份，清華经管、新闻、生命、新雅、人文、外文、社科、数学八个院系的男生和新雅的女生搬遷到南區5-12号楼，整个搬家规划共有2000多人。